# فرودگاه نستور فالز
فرودگاه نستور فالز (به انگلیسی: Nestor Falls Airport) یک فرودگاه همگانی است که یک باند فرود شن دارد و طول باند آن ۱۱۱۷ متر است. این فرودگاه در شهر نستور فالز کشور کانادا قرار دارد و در ارتفاع ۳۶۴ متری از سطح دریا واقع شده است.